# Kościół niemiecki w Sztokholmie
Kościół niemiecki w Sztokholmie (szw. Tyska Kyrkan lub (rzadziej) S:ta Gertruds kyrka) – kościół znajdujący się na Gamla stan zbudowany w latach 1638–1642.
Kościół niemiecki ma status zabytku sakralnego według rozdz. 4 Kulturminneslagen (pol. Prawo o pamiątkach kultury) ponieważ został wzniesiony do końca 1939 (3 §)

## Historia i architektura
Zbudowanie kościoła jest skutkiem wpływów niemieckich w Sztokholmie w XVI wieku - już od XIII wieku w mieście osiedlali się niemieccy kupcy i rzemieślnicy, co wiązało się z ekspansją Hanzy w basenie Morza Bałtyckiego a to z kolei spowodowało z czasem powstanie zboru. Obecny kościół powstał w wyniku rozbudowy wcześniejszego, używanego od 1576 roku. 
Pierwotna wieża kościelna pochodziła z 1618 roku ale spłonęła w wyniku pożaru w 1878 roku. Obecna wieża kościelna jest rezultatem odbudowy z 1886 roku i mierzy 95,70 m.
Wnętrze łączy cechy niemieckiego późnego renesansu oraz baroku. Posiada królewską emporę z 1672. Ambona z 1660 wykonana jest z hebanu i alabastru. Ołtarz został wykonany w latach 40. XVII wieku. W południowym portyku znajdują się rzeźby Jobsta Hennena z 1643 roku przedstawiające Jezusa, Mojżesza oraz alegorie Wiary, Nadziei i Miłości.